# キンバリー・スチュワート
キンバリー・スチュワート（Kimberly Stewart, 1979年8月20日 - ）は、アメリカ合衆国の女優。
父はロック歌手のロッド・スチュワートで、母は俳優のアラナ・スチュワート。

## 来歴

### テレビ番組でのキャリア
デビューは2002年放送のシリーズ番組「Undeclared」へのゲスト出演だった。その後、MTVの「Cribs」、リアリティ番組「オズボーンズ」に出演し、続いて出演した「of E! True Hollywood Story」で取り上げられた。「Celebrities Uncensored」「The Insider」にレギュラー出演し、ホストを務めた。
2007年にイギリスLiving TVで放送された彼女の生活に密着したリアリティ番組に主演した。

## 私生活
2011年、広報より、ベニチオ・デル・トロとキンバリーとの間に子供が生まれることが公表された。2人は交際していないという。同年8月、女児が生まれた。